# Earlene Brown
Earlene Brown, född Dennis 11 juli 1935 i Laredo, Texas, död maj 1983 i Compton, Kalifornien, var en amerikansk friidrottare.
Hon blev olympisk bronsmedaljör i kulstötning vid sommarspelen 1960 i Rom.